# Hale Appleman
Hale Appleman Isaac (né le 17 janvier 1986) est un acteur américain. Il est surtout connu pour avoir joué Tobey Cobb dans le film Teeth en 2007, et pour son rôle d'Eliot Waugh dans la série The Magicians.

## Filmographie

### Télévision
- 2012 : Smash : Zach
- 2015-2020 : The Magicians : Eliot Waugh
- 2022 : American Horror Story: NYC : Daniel Kanowicz (saison 11)

### Cinéma
- 2006 : Beautiful Ohio : Elliot
- 2007 : Teeth : Tobey
- 2008 : Pedro : Judd
- 2011 : Private Romeo d'Alan Brown : Josh Neff
- 2012 : Oysters Rockefeller : Gibbon Pearl
- 2012 : Jagoo (short) : Sam
- 2015 : The White Orchid : Handsome